# Il mistero del dinosauro scomparso
Il mistero del dinosauro scomparso (One of Our Dinosaurs Is Missing) è un film del 1975 diretto da Robert Stevenson.

## Trama
Un prezioso microfilm è stato trafugato dalla Cina e trasportato in Inghilterra, a Londra. Un detective cinese viene pertanto incaricato della ricerca del microfilm. 
La spia che ha sottratto il microfilm lo nasconde attaccandolo allo scheletro di un dinosauro esposto al museo naturale. 
A ingarbugliare la vicenda intervengono un'energica tata e le sue colleghe che trafugano il dinosauro stesso.